# Datro Fofana
Pour les articles homonymes, voir Fofana.
Datro Fofana, né le 22 décembre 2002 à Ouaragahio, est un footballeur international ivoirien qui évolue au poste d'avant-centre au Chelsea FC.

## Biographie

### Carrière en club
Fofana commence sa carrière en Côte d'Ivoire avec l'Abidjan City — club amateur de la métropole ivoirienne fondé par Marco Né — avant d'être prêté à l'AFAD lors de la saison 2019-2020, où il brille par ses performances et ses buts,. Il attire ainsi l'attention de plusieurs clubs français, belges, néerlandais et norvégiens. Le 2 février 2021, il signe finalement avec Molde pour quatre ans,,,,.
Ayant rejoint le club norvégien, sans frais de transfert, il est au cœur d'un imbroglio entre son ancien club d'Abidjan et son entourage, ces derniers contestant la validité d'une prolongation de contrat qu'aurait signé la mère du joueur. Avant son départ en Scandinavie, plusieurs transferts avaient été envisagés en Europe : étant passé au Molde FK dès mars 2020, avant l'arrivée du covid et des complications allant avec, il a même été annoncé en départ au SCO d'Angers par son club ivoirien, avec qui l'accord ne sera finalement pas trouvé,.
Il fait ses débuts avec le club de Molde le 18 février 2021, entrant en jeu lors d'un match nul 3-3 contre Hoffenheim en Ligue Europa. Il marque le troisième but de son équipe à la 74e minute, qui permet d'achever un comeback remarqué après avoir été mené 3-1 à la Rhein-Neckar-Arena,,,. Avec une victoire à domicile pour le match retour, Molde se qualifie ainsi en huitième de finale après avoir éliminé le club de Bundesliga.
Lors du mercato hivernal de la saison 2022-2023, il est acheté par Chelsea FC à 12 millions d'euros.

### Carrière en sélection
Fofana fait ses débuts internationaux avec l'équipe de Côte d'Ivoire le 22 septembre 2019, lors d'une défaite 2-0 contre le Niger, comptant pour les éliminatoires du championnat d'Afrique des nations 2020.
En 2020, il est également sélectionné avec les moins de 20 ans, en faisant partie des révélations du tournoi 2020 (en) de l'UFOA B.

## Palmarès
Néant